# Záhlinice
Záhlinice jsou vesnice, část města Hulín v okrese Kroměříž ve Zlínském kraji. Nachází se asi 3,5 kilometru jihovýchodně od Hulína. Prochází tudy železniční trať Přerov – Břeclav a silnice I/55. Ve vesnici se také nachází muzeum Františka Skopalíka. Záhlinice jsou také název katastrálního území o rozloze 5,24 km².
U vesnice je několik rybníků kde se vyskytuje mnoho živočichů. Je zde možno vidět až 270 druhů ptáků. Kolem známých rybníků vedou i cyklistické stezky. Nachází se zde i pivovar.

## Název
Na vesnici bylo přeneseno původní pojmenování jejích obyvatel Záhlinici – „lidé bydlící za hlínou (hlinitou půdou)“.

## Historie
První písemná zmínka o obci pochází z roku 1355.

## Obyvatelstvo

### Struktura
Vývoj počtu obyvatel za celou obec i za jeho jednotlivé části uvádí tabulka níže, ve které se zobrazuje i příslušnost jednotlivých částí k obci či následné odtržení.
| Místní části   | Místní části   | 1869 | 1880 | 1890 | 1900 | 1910 | 1921 | 1930 | 1950 | 1961 | 1970 | 1980 | 1991 | 2001 | 2011 | 2021 |
| -------------- | -------------- | ---- | ---- | ---- | ---- | ---- | ---- | ---- | ---- | ---- | ---- | ---- | ---- | ---- | ---- | ---- |
| Počet obyvatel | část Záhlinice | 350  | 358  | 373  | 480  | 516  | 451  | 538  | 520  | 506  | 440  | 369  | 385  | 370  | 343  | 327  |
| Počet domů     | část Záhlinice | 58   | 57   | 64   | 73   | 74   | 77   | 88   | 110  | 151  | 109  | 101  | 125  | 120  | 127  | 127  |

## Obecní správa
Při sčítání lidu v letech 1850–1984 Záhlinice byly samostatnou obcí, se kterým patřily nejprve do okresu Hulín, ale od roku 1950 v okrese Kroměříž. Od 1. ledna 1985 jsou částí města Hulín v okrese Kroměříž.

## Pamětihodnosti
- Kostel Nanebevzetí Panny Marie
- čtyři sochy na ohradní zdi hřbitova

## Osobnosti
- František Skopalík (18. června 1822 Záhlinice – 2. března 1891 Holešov) – starosta Záhlinic a politik. V roce 2007 bylo znovu otevřeno muzeum na památku slavného rodáka. A v roce 2012 byla dokončena jeho rekonstrukce.
- V roce 1890 se v Záhlinicích narodil legionářský výtvarník Sylvestr Harna, autor poprsí Jana A. Komenského před školou, v Kroměříži Tyršova reliéfu na pamětní Tyršově desce a reliéfu Františka Slaměníka na pamětní desce na Riegrově náměstí a pamětní desky s reliéfem Antonína Rozsypala na Budačině.